# Landrecourt-Lempire
Landrecourt-Lempire är en kommun i departementet Meuse i regionen Grand Est (tidigare regionen Lorraine) i nordöstra Frankrike. Kommunen ligger i kantonen Souilly som tillhör arrondissementet Verdun. År 2022 hade Landrecourt-Lempire 223 invånare.

## Befolkningsutveckling
Antalet invånare i kommunen Landrecourt-Lempire
| Referens: INSEE |